# Demonax rufus
Demonax rufus là một loài bọ cánh cứng trong họ Cerambycidae.